# In the Name of the King 2
In the Name of the King 2 é um filme de fantasia e ação de 2011 baseado no videogame Dungeon Siege. É uma sequência do filme de 2007 In the Name of the King: A Dungeon Siege Tale (com Jason Statham). Ao contrário do filme anterior, este é estrelado por Dolph Lundgren.

## Filmagens
A fotografia principal começou em 1 de Dezembro de 2010 para uma versão em 2011. Seis pessoas ficaram feridas na explosão de um dublê no set.